# Krusensterniella
Krusensterniella – rodzaj ryb z rodziny węgorzycowatych (Zoarcidae).

## Klasyfikacja
Gatunki zaliczane do tego rodzaju:
- Krusensterniella maculata
- Krusensterniella multispinosa
- Krusensterniella notabilis
- Krusensterniella pavlovskii